# Madrid Tennis Grand Prix 1986
Il Madrid Tennis Grand Prix 1986 è stato un torneo di tennis giocato sulla terra rossa. È stata la 15ª edizione del Madrid Tennis Grand Prix che fa parte del Nabisco Grand Prix 1986. Si è giocato a Madrid in Spagna dal 28 aprile al 4 maggio 1986.

## Campioni

### Singolare
Joakim Nyström ha battuto in finale  Kent Carlsson con il punteggio di 6–1, 6–1

### Doppio
Anders Järryd /  Joakim Nyström hanno battuto in finale  Jesús Colás /  David de Miguel Lapiedra con il punteggio di 6–2, 6–2